# Xanthophyllum macrophyllum
Xanthophyllum macrophyllum är en jungfrulinsväxtart som beskrevs av John Gilbert Baker. Xanthophyllum macrophyllum ingår i släktet Xanthophyllum och familjen jungfrulinsväxter. Inga underarter finns listade i Catalogue of Life.